# Усусеу
Усусеу (рум. Ususău) — село у повіті Арад в Румунії. Адміністративний центр комуни Усусеу.
Село розташоване на відстані 381 км на північний захід від Бухареста, 39 км на схід від Арада, 56 км на північний схід від Тімішоари.

## Населення
За даними перепису населення 2002 року у селі проживали 590 осіб. Рідною мовою 588 осіб (99,7%) назвали румунську.
Національний склад населення села:
| Національність | Кількість осіб | Відсоток |
| -------------- | -------------- | -------- |
| румуни         | 582            | 98,6%    |
| угорці         | 5              | 0,8%     |